# St. Heinrich (Kiel)

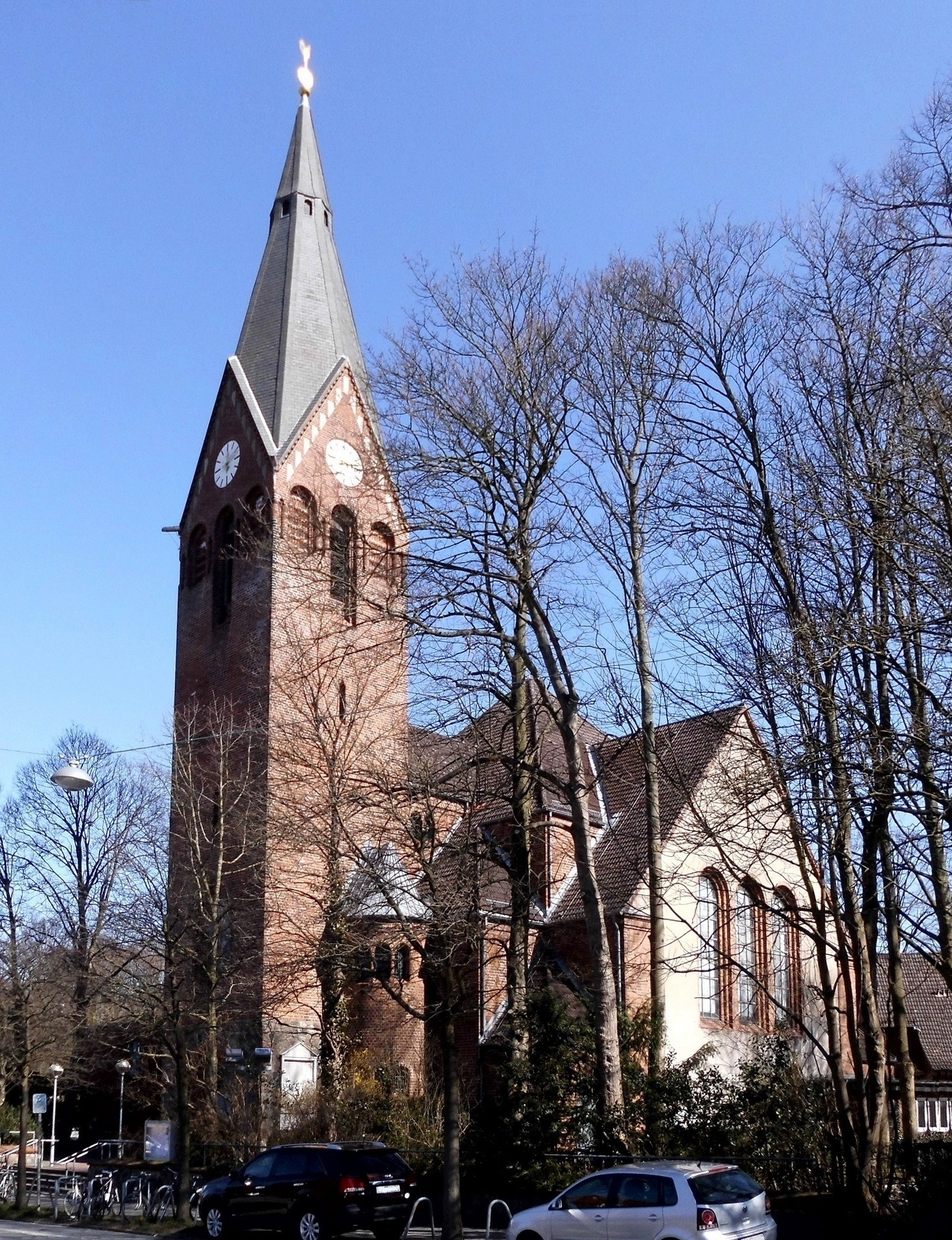
St. Heinrich

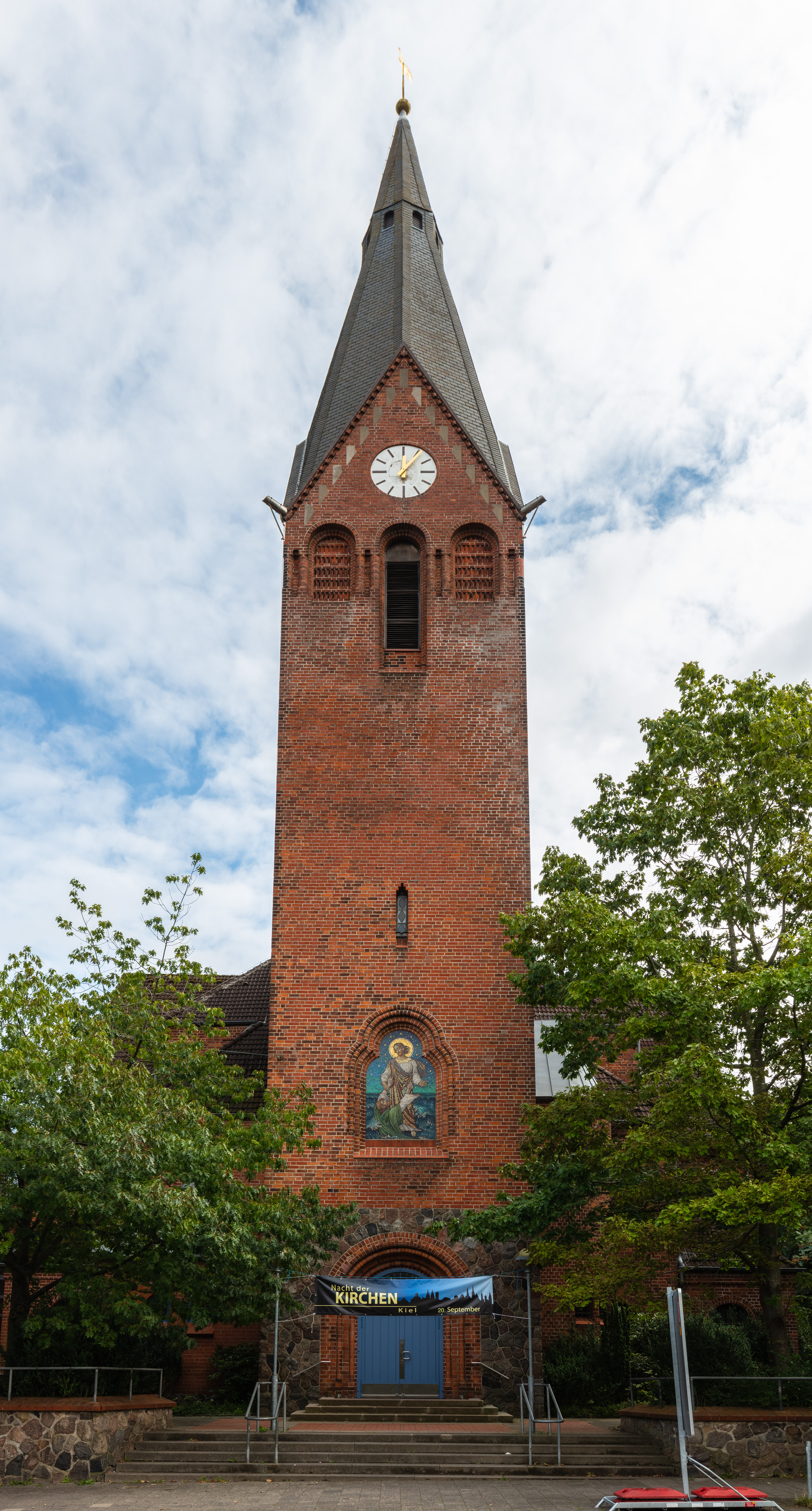
Glockenturm

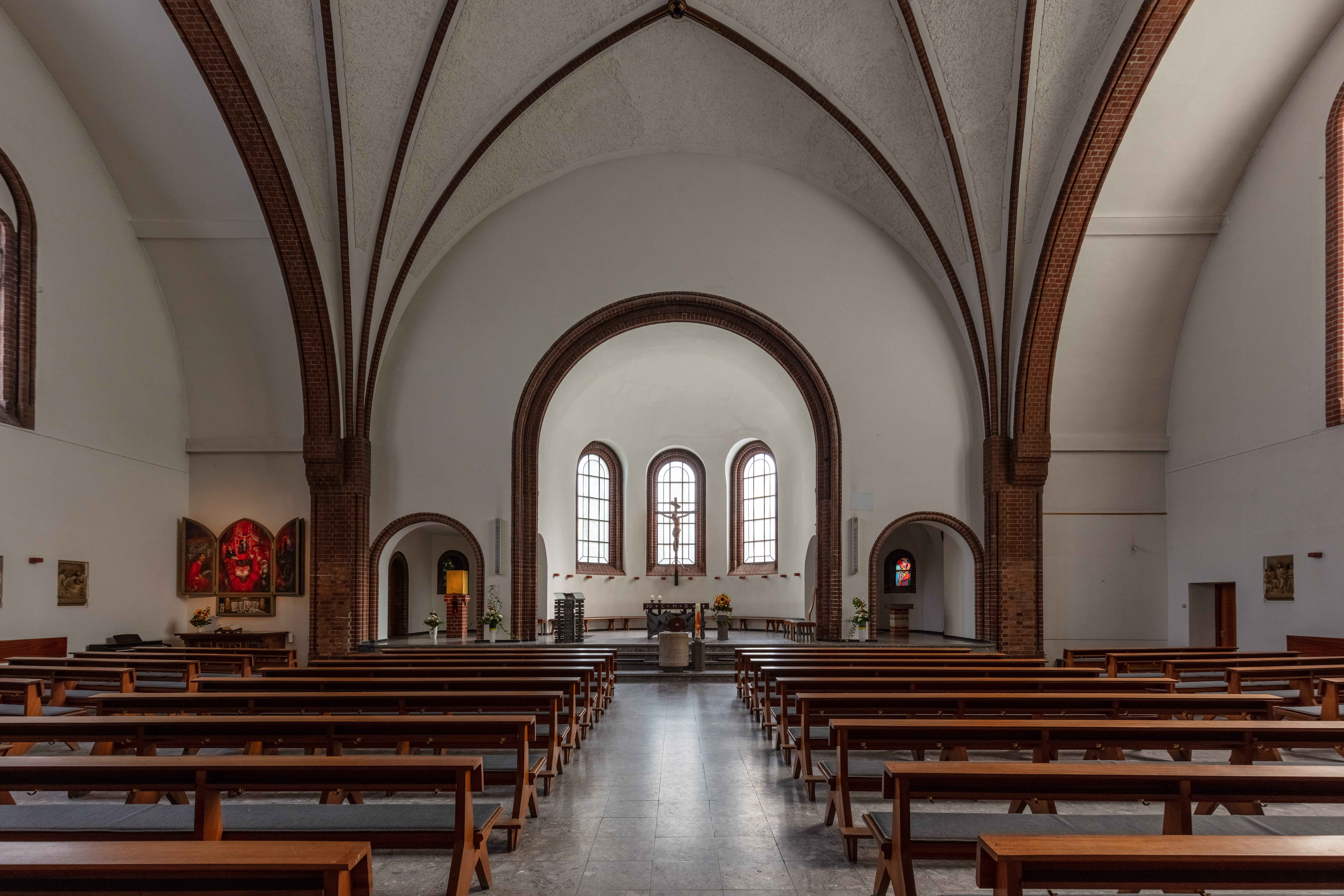
Innensicht

St. Heinrich ist eine katholische ehemalige Garnisonkirche in Kiel-Blücherplatz, Feldstraße 172. Das 1907–1909 errichtete Bauwerk ist heute eines der Kulturdenkmale der Stadt.

## Geschichte
Die katholische Kirche wurde direkt neben der Forstbaumschule aus dem 18. Jahrhundert errichtet. Unweit der Kirche liegt zudem die evangelische Garnisonkirche aus den Jahren  1905–1907, die den Namen Petruskirche trägt. Adalbert Kelm, der Architekt der St.-Heinrich-Kirche, hatte schon zuvor in der Stadt Gleiwitz eine katholische Kirche geplant, die jedoch nicht umgesetzt wurde. Auf den Bau der benachbarten Petruskirche hatte Kelm offenbar einen leichten Einfluss. Auf Grund eines Vorschlages von Kelm wurde die Petruskirche nicht geostet, sondern aus städtebaulichen Gründen genordet. Die St.-Heinrich-Kirche entstand ungefähr zeitgleich mit dem Bau der Marineschule Mürwik in Flensburg-Mürwik, Kelms Hauptwerk. Offenbar hatte Kelm auch ein zur Marineschule gehöriges Kirchengebäude geplant. Dieser viertürmige Kirchenbau wurde jedoch ebenfalls nie realisiert und hätte offenbar nur wenig Ähnlichkeit mit St. Heinrich gehabt. St. Heinrich ist damit der einzige realisierte Kirchenbau nach Plänen Adalbert Kelms.
Die Konstruktion des Sterngewölbes und des Hauptdachs der St.-Heinrich-Kirche steht am Anfang des modernen Stahlbetonbaus, den Emil Mörsch in seinem Lehrbuch Der Eisenbetonbau vertrat. Bei einem Luftangriff auf Kiel am 24. Juli 1944 wurde die Kirche zu 40 Prozent zerstört. Die Stahlbeton-Dachkonstruktion wurde dabei kaum beschädigt. 1948 wurde die Kirche wieder in Stand gesetzt.
2000/01 wurde die Kirche unter Denkmalschutz gestellt.
Die bis dahin selbständige Kirchengemeinde St. Heinrich gehört seit 2014 zusammen mit den vorherigen Pfarreien St. Birgitta (Mettenhof), St. Joseph (Kiel-Ost, Heikendorf und Schönberg) und St. Nikolaus (Kiel-Mitte, Kiel-Süd und Kronshagen) zur Pfarrei Franz von Assisi in Kiel (Erzbistum Hamburg).

## Verschiedenes
- An der Kirche ist eine Gedenktafel für Maximilian von Spee und dessen Söhne angebracht, die 1914 beim Seegefecht bei den Falklandinseln fielen.
- Die vier Bronzeglocken der Kirche sind auf die Töne d'  e'  fis' und  a'  gestimmt.